# 京都農業協同組合
京都農業協同組合（きょうとのうぎょうきょうどうくみあい、通称JA京都）は、京都府亀岡市に本店を置く府内最大規模の農業協同組合。

## 業務区域

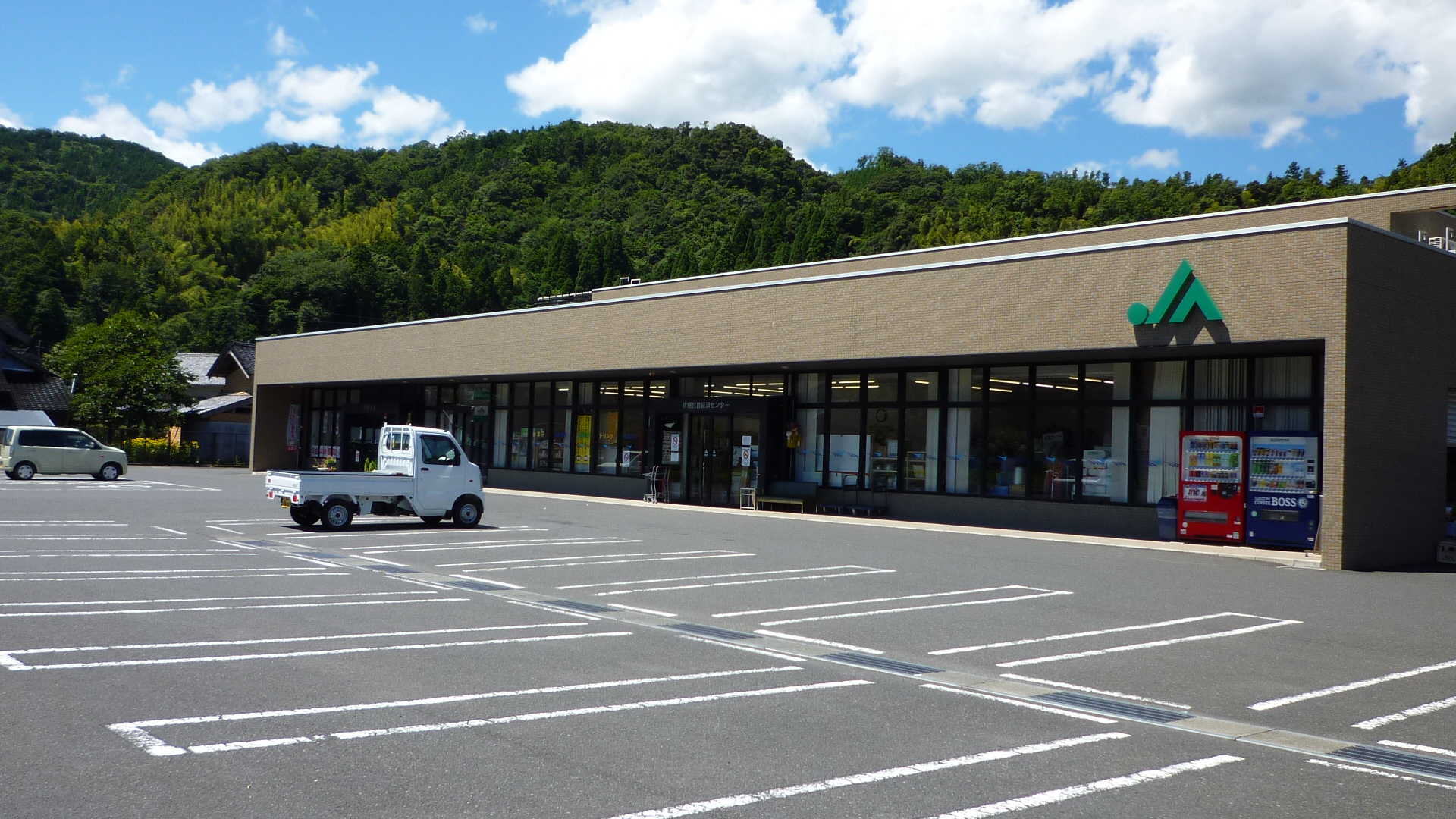
伊根支店

- 京都府亀岡市
- 京都府福知山市の一部
- 京都府綾部市の一部
- 京都府宮津市
- 京都府京丹後市
- 京都府南丹市
- 京都府京都市右京区の一部（京北地区）
- 京都府船井郡京丹波町
- 京都府与謝郡与謝野町
- 京都府与謝郡伊根町

## 歴史
- 2000年（平成12年）8月1日 - 京北町農業協同組合、美山町農業協同組合、園部町農業協同組合、八木町農業協同組合、日吉町農業協同組合、丹波町農業協同組合、瑞穂町農業協同組合、和知町農業協同組合、南丹酪農農業協同組合が合併し、京都南丹農業協同組合（JA京都南丹）となる。当時の本店は船井郡園部町（現在の南丹市）にあった。
- 2002年（平成14年）4月1日 - 京都南丹農業協同組合（JA京都南丹）、福知山市農業協同組合（JAふくちやま）が合併し、京都農業協同組合（JA京都）となる。当時の本店は園部町にあった。
- 2003年（平成15年）10月1日 - 亀岡市農業協同組合（JA亀岡市）を合併。同時に本店を亀岡市へ移転。
- 2004年（平成16年）2月1日 - 岩滝町農業協同組合（JA岩滝町）、篠農業協同組合（JA篠）を合併。
- 2004年（平成16年）5月1日 - 綾部酪農農業協同組合を合併。
- 2005年（平成17年）4月1日 - 京都丹後農業協同組合（JA京都丹後）を合併。JA京都丹後は1995年（平成7年）4月1日、丹後半島の10農協（峰山・大宮・久美浜・丹後・弥栄・網野の2農協・伊根・加悦・野田川）の合併により発足した[1]。